# Gabriël Boutsen

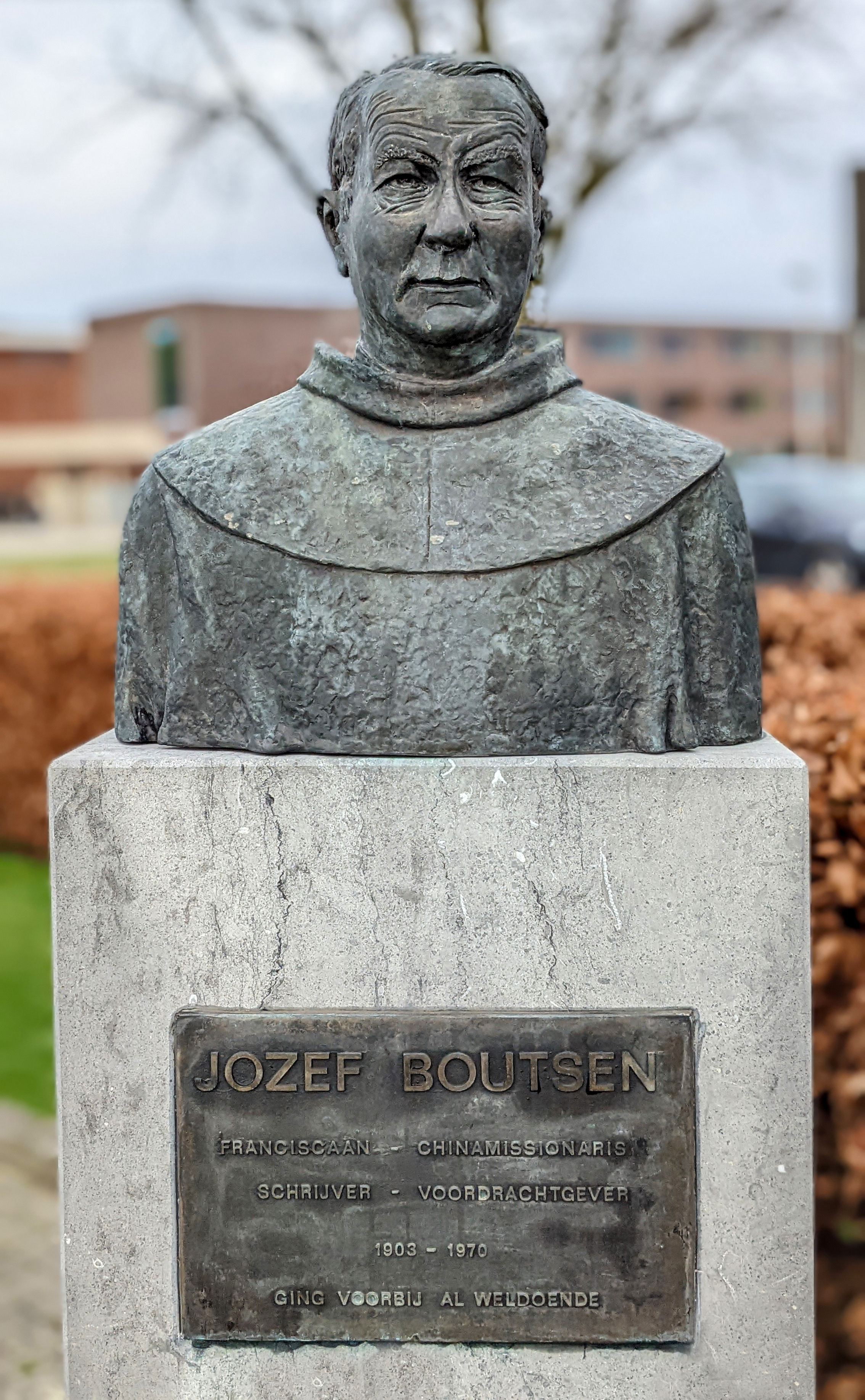
Jozef Boutsen

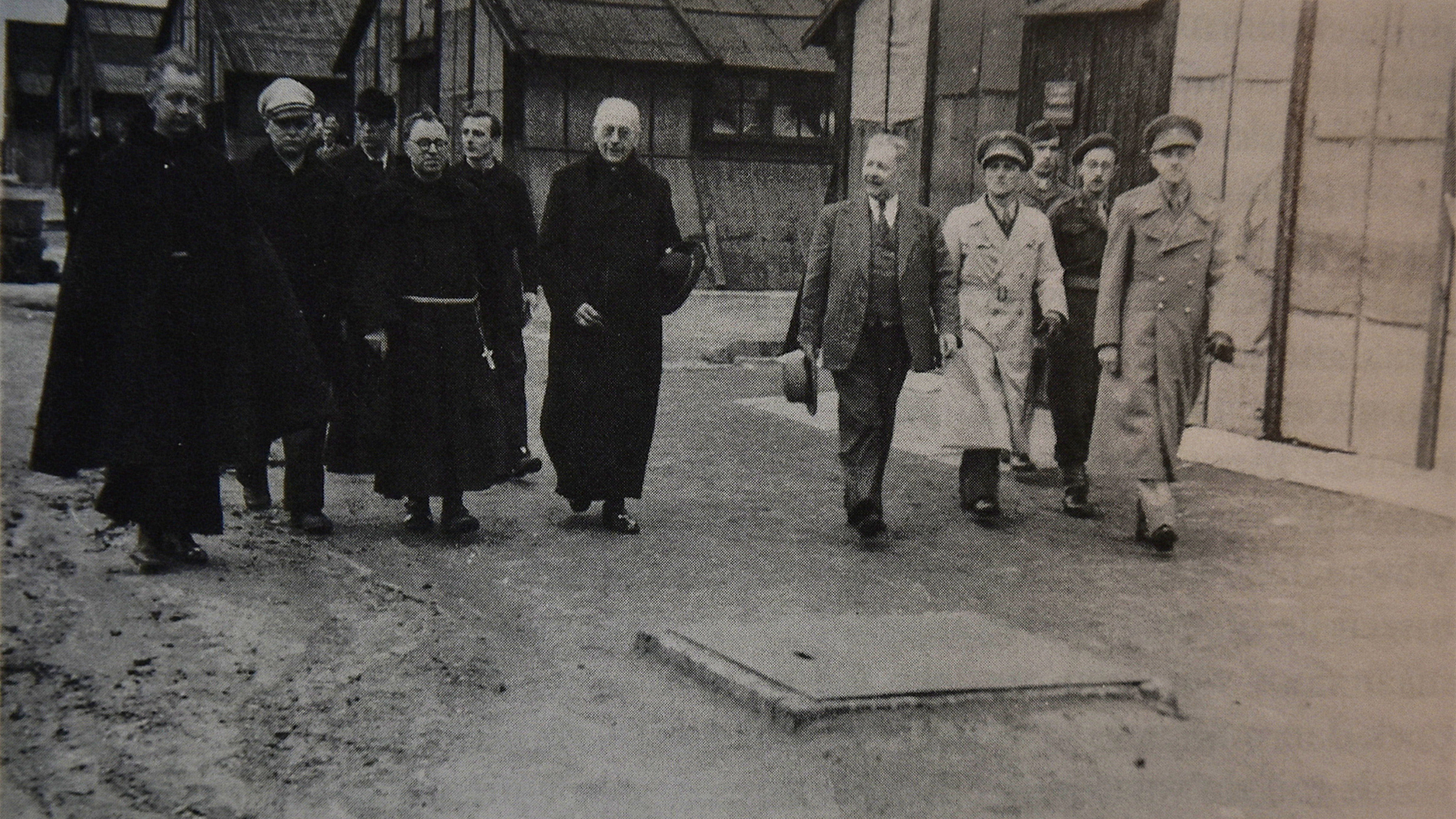
Gabriël Boutsen in het krijgsgevangenenkamp te Zolder met monseigneur Kerkhofs

Gabriël Boutsen (kloosternaam) (Dilsen, 24 september 1903 - Sint-Truiden, 8 april 1970), geboren als Jozef Boutsen was missionaris in China en publicist.

## Biografie
Jozef Boutsen was de zoon van Joannes Lambertus Boutsen en Helena Mechtildis Tiesters.
Hij trad in bij de Minderbroeders te Tielt op 2 oktober 1920. Hij studeerde wijsbegeerte en godgeleerdheid en werd op 19 augustus 1928 tot priester gewijd. In 1929 reisde hij als missionaris naar China, waar hij de oorlog en de revolutie meemaakte.
In 1944 ontmoette hij een aantal Amerikaanse piloten, en gedurende twee jaar was hij aalmoezenier bij het eskadrille "The Flying Tigers". Hij hield aan dit alles, geheel in de lijn van de toenmalige Koude Oorlog, een bewondering voor de Verenigde Staten en een hekel aan het communisme over.
In 1958 was hij cultureel attaché voor Civitas Dei, het Vaticaans paviljoen op de Expo 58 te Brussel. Ook later maakte hij nog wereldreizen, zoals in 1968 naar Vietnam, alwaar hij een interview had met de toenmalige Zuid-Vietnamese president Nguyen Van Thieu. Niet lang daarna overleed hij in het Minderbroedersklooster te Sint-Truiden, waar hij preekte voor een retraite.

## Werken
Gabriël Boutsen heeft diverse boeken en artikelen geschreven. Ze handelen vooral over China, Vietnam en Amerika en dan dikwijls de te voeren strijd van het katholicisme en het kapitaal tegen het communisme:
- De Blauwe Vallei, over het missiewerk in China voor en tijdens de Revolutie,
- Het legioen van het bloed,
- Fantastisch Amerika,
- Vietnam, de uitweg (1969), een bundeling van zijn artikelen over de reis naar Vietnam.

Ook gaf hij tal van voordrachten. Tragisch was, dat hij de zich snel ontwikkelende realiteit niet goed kon bijhouden, zodat hij geleidelijk vereenzaamde. Vooral het feit dat het Zuid-Vietnamese en Amerikaanse optreden tijdens de Vietnamoorlog heel wat minder fantastisch bleek te zijn dan hij zich voorstelde, zal hier debet aan geweest zijn: In deze tijd kenterde immers het zwart-witdenken, dat de Koude Oorlog zo lang had gekenmerkt.